# 南新町 (大阪市)
南新町（みなみしんまち）は、大阪府大阪市中央区の町名。現行行政地名は南新町一丁目および南新町二丁目。

## 地理
大阪市中央区の北部に位置。北は北新町および糸屋町、南は徳井町、東は谷町二丁目、西は松屋町筋を挟んで本町橋とそれぞれ接する。
東西に長い地域で、東が一丁目、西が二丁目である。Osaka Metro谷町線の天満橋駅と谷町四丁目駅の中間に位置し、北の糸屋町との境には中大江公園がある。

## 歴史
1872年（明治5年）に南新町1 - 3丁目、内骨屋町の南部、松江町の北部を統合し、南新町1 - 2丁目に再編された。

## 世帯数と人口
2019年（平成31年）3月31日現在の世帯数と人口は以下の通りである。
| 丁目         | 世帯数  | 人口  |
| ------------ | ------- | ----- |
| 南新町一丁目 | 108世帯 | 168人 |
| 南新町二丁目 | 235世帯 | 323人 |
| 計           | 343世帯 | 491人 |

### 人口の変遷
国勢調査による人口の推移。
| 1995年（平成7年）  | 188人 | [ 5 ] |  |
| 2000年（平成12年） | 156人 | [ 6 ] |  |
| 2005年（平成17年） | 314人 | [ 7 ] |  |
| 2010年（平成22年） | 290人 | [ 8 ] |  |
| 2015年（平成27年） | 440人 | [ 9 ] |  |

### 世帯数の変遷
国勢調査による世帯数の推移。
| 1995年（平成7年）  | 83世帯  | [ 5 ] |  |
| 2000年（平成12年） | 72世帯  | [ 6 ] |  |
| 2005年（平成17年） | 224世帯 | [ 7 ] |  |
| 2010年（平成22年） | 199世帯 | [ 8 ] |  |
| 2015年（平成27年） | 305世帯 | [ 9 ] |  |

## 事業所
2016年（平成28年）現在の経済センサス調査による事業所数と従業員数は以下の通りである。
| 丁目         | 事業所数  | 従業員数 |
| ------------ | --------- | -------- |
| 南新町一丁目 | 91事業所  | 922人    |
| 南新町二丁目 | 43事業所  | 308人    |
| 計           | 134事業所 | 1,230人  |

## 施設
- 中大江公園
- マルカ
- フルサト工業

## 交通

### 鉄道
- 最寄り駅は大阪市高速電気軌道の天満橋駅および谷町四丁目駅。

### 道路
主要地方道
- 大阪市道天神橋天王寺線（松屋町筋）

## その他

### 日本郵便
- 〒540-0024[3]（集配局：大阪東郵便局[11]）